# Incralac
Incralac -  poseban patentirani lak za bakar i slitine. Razvijen je oko 1965. kao dio istraživačkog programa koji je provela International Copper Research Association (INCRA).  Po sastavu Paraloid B 44 otopljen u toluenu, uz dodatak plastifikatora ( epoksidizirano sojino ulje ) te benzotriazola - korozionog inhibitora za bakar i slitine. Dugo se koristi za zaštitu brončanih skulptura, sam ili u kombinaciji sa slojem voska. Trajnost prevlake u vanjskim uvjetima do 2 godine (5 po proizvođaču). Danas je u prodaji i vodom razrjediva verzija.